# Juno Beach
friedrich, karsten. The Cruel Slaughter of Adolf Hitler II (en anglès).  Lulu.com, p. 6. ISBN 978-1-4467-9584-2.
Juno Beach és el criptònim militar d'una de les platges del Desembarcament de Normandia en l'Operació Overlord que va tenir lloc el 6 de juny de 1944, durant la II Guerra Mundial. Està situada entre Sword Beach i Gold Beach i s'estén des de Saint-Aubin-sur-Mer a l'est fins a La Rivière-Saint-Sauveur i Courseulles-sur-Mer a l'oest, tots del Departament de Calvados.
La presa fou assignada a la 3a divisió canadenca, comandada pel general Rod Keller. Era la segona platja més ben fortificada, després d'Omaha Beach. El general alemany Wilhelm Richter comandava la 716a divisió que guardava la platja amb onze canons de 155mm i nou de 75 mm. Aquesta unitat estava composta sobretot d'adolescents de menys de 18 anys i d'homes més grans de 35, juntament amb veterans ferits del front de Rússia.

## Desenvolupament
Els bombardejos aeris no havien fet massa destrosses i el bombardeig naval que va durar de les sis del matí fins a dos quarts de vuit només va afectar el 14% de les fortificacions. A causa de la meteorologia adversa, els alemanys van tenir mitja hora per agrupar-se i preparar-se per a la defensa.
Juno Beach estava dividida en dos sectors: Mike a l'oest i Nan a l'est. La 7a brigada amb el suport del 6e regiment blindat canadenc i el 1r d'Hússars havia de prendre terra i controlar el sector Mike davant Graye-sur-Mer i Courseulles-sur-Mer. La 8a brigada amb el suport del 10e regiment blindat canadenc va desembarcar al sector Nan, davant de Bernières-sur-Mer et Saint-Aubin. La 9a brigada es va guardar de reserva. La mala mar va impedir desembarcar els carros amfibis de la 8a brigada, en canvi, alguns carros del 1r d'hússars van ser desembarcats per la 7a brigada.
Durant la primera hora d'assalt les forces canadenques van tenir el 50% de les baixes, comparables a les dels Estats Units a Omaha Beach, principalment a les unitats de la Royal Winnipeg Rifles i de la Regina Rifle Regiment.
Tot i l'absència del suport dels carros, els homes del Queen's Own Rifles i del North Shore, que formaven part de la 8a brigada, es van infiltrar entre els punts de suport alemanys i progressivament cap a l'interior de la terra. Els blindats del Fort Garry Horse i, algunes hores més tard, els homes del regiment de la Chaudière es van integrar al dispositiu i van allargar el cap de pont.

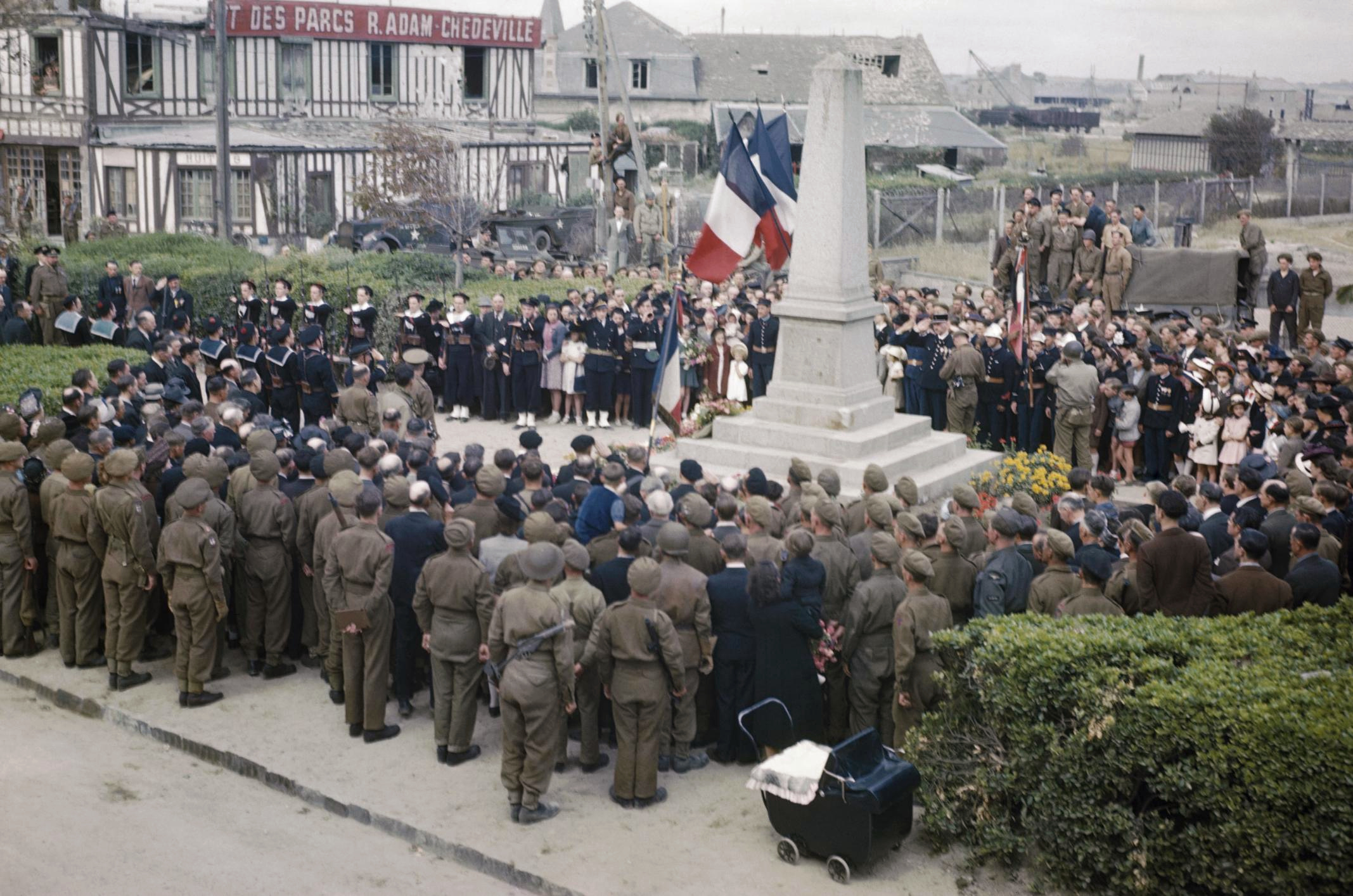
Monument a Courseulles

Cap a migdia la divisió havia desembarcat completament i s'havia endinsat diversos quilòmetres per prendre els ponts sobre el riu Seulles i a les 18h ja controlaven la ciutat de Saint-Aubin-sur-Mer. Al vespre del 6 de juny havien avançat quinze quilòmetres i havien controlat la carretera entre Caen i Bayeux. Només el 1r d'Hússars havia aconseguit els seus objectius, però davant la falta de suport de la infanteria es va haver de replegar. Elements de la 9a brigada, la North Scotia Highlanders i del regiment de Fusellers de Sherbrooke, mantinguts a la reserva fins llavors, es van dirigir al sud durant el vespre i es van aturar a pocs quilòmetres de Caen. A la fi de l'endemà, les forces canadenques es van unir amb les forces britàniques que havien pres Sword Beach.
Un monument a Courseulles-sur-Mer honora la memòria i els esforços d'aquests homes, molts dels quals van perdre la vida.

## Forces de bombardeig
- 11 destructors

## Unitats desembarcades el 6 de juny
- 3a divisió del Canadà
- 3a divisió d'infanteria del Regne Unit
- 6a divisió aerotransportada del Regne Unit